# 宮崎繁三郎
宮崎 繁三郎（みやざき しげさぶろう、明治25年（1892年）1月4日 - 昭和40年（1965年）8月30日）は、日本の陸軍軍人。最終階級は陸軍中将。長男は、陸軍士官学校出身で元明治大学総長の宮崎繁樹。

## 生涯
岐阜県出身。岐阜中学（現岐阜県立岐阜高等学校）を卒業後、陸士（26期）を卒業、席次は737人中230番。歩兵第16連隊（新潟県新発田市）に配属された。本来であれば陸大に入学するのに必要な連隊長からの推薦も受けられない成績であったが、二度目の受験で合格し陸大36期を64人中29番で卒業した。

### ノモンハン事件
参謀本部支那班などを経てハルビン特務機関補佐官についた。満州の不安定化と日本軍の勢力拡大を目論む甘粕正彦などの工作活動に関与した。妻の秋子は、柳条湖事件の数日後に、宮崎の公舎を訪れた甘粕が帰り際に偽旗作戦として手榴弾を爆発させる現場を目撃している。
熱河作戦中に歩兵第31連隊第2大隊長に転出した。劉河口、新開嶺において5月10日夜からの連続二夜の夜襲を成功させ第8師団長（西義一）賞詞、三級金鵄勲章を受けた。部隊の内地帰還後に中佐に昇進し参謀本部支那課暗号班班長に就任した。二・二六事件を頂点とする陸軍内部での派閥抗争や、陸軍省部将校による政治への容喙に対しては完全に無関心を貫いた。
広東特務機関長、台湾軍司令部参謀、第21軍司令部参謀などを経て満州に駐屯していた歩兵第16連隊長となった。ノモンハン事件が発生すると、第2師団片山支隊に属して事件末期に連隊を率いて戦闘に参加した。ドロト湖997高地を十分な準備を経て夜襲しソ連軍部隊を退却させた。ソ連軍戦車百台以上による翌日の反撃を多大な犠牲を払いながらも撃退した。この状態で停戦が決まったが、宮崎は兵の中から石工の経験のあるものを集め、第一線にそって十数個の石碑を埋没させておいた。事件後の国境策定交渉においては、ソ連、モンゴル側が主張する境界が国境として合意されたが、16連隊の担当範囲であった南部においては宮崎の機転によって満州国・日本側に有利な境界が定められた。

### インパール作戦
上海特務機関長を経て第13師団歩兵第26旅団長。第13師団は当時計画されていた重慶侵攻作戦の基幹部隊と目されていた。南方方面の戦況悪化により旅団付属の歩兵第58連隊と共に宮崎はビルマへ送られ、自身は第31師団（佐藤幸徳師団長）歩兵団長に補された。
第15軍司令官牟田口廉也中将の主導したインパール作戦は補給を無視した無謀な作戦であり多くの犠牲者を出した。宮崎は指揮下の三個連隊から第58連隊のみを指揮下に置き、これに一個山砲大隊を加えた3000人の兵を率いてインパール北方のコヒマ攻略を命ぜられた。
ホマリンを出発した宮崎支隊は、ミンタミ山系を超えてサン・ジャックにおいて英印軍第50落下傘旅団を攻撃、これを敗走させその装備を奪った（サン・ジャックの戦い）。ここで半日の休息を取った後にさらにコヒマ・インパール間のトヘマでインパール街道に出て一気に北上した。英軍はコヒマにおいて陣地構築中だったが、宮崎による急進は予想を上回り、不意を付かれた英印軍はコヒマ中心部を撤退し三叉路西南の英弁務官公邸のある丘陵地に逃げ込んだ（コヒマの戦い）。第58連隊によるコヒマ占領によって、インパールに対する補給線であったディマプール・インパール間のインパール街道は遮断された。宮崎はさらに弁務官公邸に英軍が設けた陣地攻略を目したが、英軍の抵抗によりこれは果たせなかった（テニスコートの戦い）。その後、英軍が二個師団をもっておこなったコヒマ奪還作戦に対して、宮崎支隊は頑強に抵抗したが、第31師団の他部隊から支援を受けられず大きな損害を被り、兵数は当初の三分の一にまで減少した。佐藤師団長の抗命による第31師団退却後、宮崎の元には軍司令部から「インパール占領までインパール街道で持久せよ」との状況を無視した命令が送られた。宮崎は既に全ての砲を失い600人にまで減少した部隊を二分し、「一方が英軍に抵抗する間にもう一方がその後方のインパール街道に陣地を構築することを繰り返し、徐々に街道を南下する」との計画をたてた。「街道上で一ヶ月持久できれば世界記録となる」と兵を励ましたが、17日目にカロンにおいてついに英軍戦車により突破され、インパールへの補給線は奪い返された。
街道東方の山岳地帯において英軍に包囲された宮崎支隊に対して、ついに軍司令部から撤退命令が下された。負傷兵を戦場に残さないという信念の下、宮崎も負傷兵の担架を担ぎ、食料が欲しいと言われれば自らの食料を与えた。他隊の戦死者や負傷兵を見つけると、遺体は埋葬し負傷兵を収容させた。
「量より質、質より和」をモットーとした支隊において、宮崎は常に「攻撃に際しては先頭を、退却では最後尾を」を貫き、部隊は大きな損害を蒙りながら最後まで統制を保った。

### ビルマでのその後
インパール作戦後に第54師団長となった宮崎は、1945年4月にイラワジ河下流付近で防衛戦を展開した。しかし突如上級部隊であるビルマ方面軍の司令官木村兵太郎大将が司令部を放棄し逃亡したため、指揮系統を失った宮崎師団は敵中に完全に孤立する事態になった。殲滅される寸前で重装備を放棄してペグー山系の竹林に逃げ込んだものの、第54師団は補給や連絡が途絶えて今度は全軍餓死の危機に瀕してしまった。そこで7月下旬やむにやまれず分散して敵中突破を試みたものの将兵の多くが死亡、目的地のシッタン河東岸までたどり着いたのは半数以下であった（シッタン作戦）。宮崎はそこでも粘り強く防衛戦を展開して、ジュウエジンで終戦を迎えた。
その後ビルマの収容所に収容され、イギリス軍の捕虜となっていた時には、部下が不当な扱いを受けても決して泣き寝入りすることなく、その都度イギリス軍に対し厳重な抗議を行って部下を守った。戦いを終えて捕虜となっても、宮崎は指揮官としての義務を決して放棄しなかった。1947年5月に帰国した。1948年（昭和23年）1月31日、公職追放仮指定を受けた。

### 戦後
帰国後は小田急線下北沢駅近くの商店街に『陶器小売店岐阜屋』を経営、店主として生涯を終えた。昭和33年には雑誌『丸』に「歩兵第十六連隊奮戦す」と題した回想録を寄せている。
死の直前に見舞いに訪れた村田稔（中佐、第54師団参謀）は、宮崎が「敵中突破で分離した部隊を間違いなく掌握したか？」とうわ言を繰り返していたと述べている。

## 年譜
- 1892年（明治25年）1月4日 - 出生（現在の岐阜市）
- 1906年（明治39年）4月 - 岐阜中学校入学
- 1911年（明治44年）2月11日 - 陸軍士官学校合格
  - 3月 - 岐阜中学校卒業
  - 12月1日 - 士官候補生（新発田歩兵第16連隊附）
- 1912年（大正元年）12月1日 - 陸軍士官学校入学（26期）
- 1914年（大正3年）12月25日 - 陸軍士官学校卒業（737人中230位）・陸軍歩兵少尉任官（歩兵第16連隊附）
- 1918年（大正7年）7月25日 - 陸軍歩兵中尉任官
  - 9月 - 天津駐屯軍派遣（歩兵第16連隊第四中隊附）
- 1919年（大正8年）8月 - 帰国
- 1920年（大正9年）3月 - シベリア出兵従軍
  - 10月 - 陸軍大学校受験の為途中帰国
- 1921年（大正10年）12月14日 - 陸軍大学校入学（36期）
- 1924年（大正13年）3月15日 - 陸軍歩兵大尉任官
  - 11月29日 - 陸軍大学校卒業（64人中29位）
  - 12月1日 - 歩兵第16連隊第7中隊長
- 1925年（大正14年）12月1日 - 参謀本部第二部支那課支那班員
- 1927年（昭和2年）8月 - 参謀本部附北京駐在支那研究員（一時上海駐在）
- 1929年（昭和4年）8月1日 - 参謀本部部員
- 1930年（昭和5年）3月6日 - 陸軍歩兵少佐任官
  - 5月 - ハルビン特務機関員
- 1933年（昭和8年）3月15日 - 弘前歩兵第31連隊歩兵第二大隊長（熱河従軍）
- 1934年（昭和9年）4月5日 - 帰国
  - 4月12日 - 参謀本部第二部支那課暗号班員
  - 4月29日 - 功三級金鵄勲章受章
  - 8月1日 - 陸軍歩兵中佐任官
  - 12月1日 - 参謀本部第二部支那課暗号班長兼陸軍大学校・陸軍通信学校教官
  - 12月22日 - 論功行賞において功三級 勲四等旭日章受章、殊勲甲による特賞受賞の報[2]
- 1936年（昭和11年）8月1日 - 参謀本部附広東駐在武官
- 1937年（昭和12年）8月2日 - 台湾軍高級参謀兼参謀本部附香港駐在武官（香港駐在）
- 1938年（昭和13年）2月14日 - 陸軍歩兵大佐任官
  - 4月 - 台湾軍高級参謀（台北駐在）
  - 9月19日 - 第21軍（広東派遣軍）第3課長兼広東特務機関長
- 1939年（昭和14年）3月7日 - 歩兵第16連隊長（満州・牡丹江駐屯）
  - 8月 - ノモンハン事件従軍（9月15日停戦協定）
- 1940年（昭和15年）10月28日 - 帰国
  - 12月2日 - 陸軍少将任官・第13軍附兼上海特務機関長
- 1942年（昭和17年）3月10日 - 勲二等瑞宝章受章
  - 8月17日 - 第13師団第26旅団長（宜昌駐在）
- 1943年（昭和18年）3月25日 - 第31師団第31歩兵団長（インパール作戦従軍）
- 1944年（昭和19年）6月27日 - 陸軍中将任官
  - 7月13日 - 第31師団長代理（7月3日インパール作戦中止命令）
  - 8月30日 - 第54師団長
  - 10月12日 - 勲一等瑞宝章受章
- 1945年（昭和20年）8月15日 - 終戦（21日終戦詔勅受領）
- 1947年（昭和22年）6月 - 収容所生活を経て帰国
- 1965年（昭和40年）8月30日 - 死去（73歳）

## 伝記
- 豊田穣『名将宮崎繁三郎 不敗、最前線指揮官の生涯』

（光人社、1986年） ISBN 4-7698-0304-4、（光人社、2000年新装版） ISBN 4-7698-0970-0
（光人社NF文庫、1994年） ISBN 4-7698-2069-0　